# 네프 다각형
네프 다각형과 네프 다면체는 유한한 반평면(반공간)의 집합에 교집합과 여집합의 불 연산을 적용함으로 얻어지는 다각형(다면체) 집합이다. 이 집합은 1978년에 다면체에 관한 책에서 용어를 소개한 스위스 수학자 월터 네프(Walter Nef, 1919–2013)의 이름을 붙였다.
합집합이나 차집합 같은 다른 불 연산은 교집합과 여집합 연산으로 나타낼 수 있기 때문에, 네프 다각형(다면체)의 집합은 이 종류의 연산에 대해서 닫혀있다.
게다가, 네프 다면체의 집합은 폐포, 내부, 외부, 그리고 경계를 얻는 위상적인 연산에 대해서 닫혀있다. 합집합이나 차집합 같은 불 연산은 비정규 집합을 만들어낸다. 하지만 네프 다면체의 집합은 정규화 연산에 대해서도 닫혀있다.
볼록 다포체는 유한한 반평면들의 교집합인 다면체이기 때문에 네프 다면체의 특수한 부분집합이다.

## 용어학
네프 다면체의 언어에서, 다양한 물체들을 다른 차원의 '면'으로 가리킬 수 있다. 일반적으로 '모퉁이' 또는 '꼭짓점'이라고 부르는 형태는 0차원의 '면'이라고 부를 수 있다. '모서리' 또는 '선분'은 1차원의 면이다. 삼각형 같이 3D 공간의 납작한 형태는 2차원의 면이나 'facet'이라고 부른다. 정육면체 같이 3D 공간의 형태는 3차원의 면 또는 '부피'라고 부른다.

## 적용
계산기하학 알고리즘 라이브러리(Computational Geometry Algorithms Library) 또는 CGAL은 네프 다면체를 두개의 주요한 데이터 구조로 나타낸다. 첫 번째는 '구면 지도'이고 두 번째는 '선택적 네프 복합체' (Selective Nef Complex 또는 SNC)이다. '구면 지도'는 꼭짓점 주변의 가상의 구를 만들고, 다양한 점들과 다면체들이 공간을 어떻게 나누는지를 나타내는 선들을 그려서 다면체의 정보를 저장한다. SNC는 기본적으로 구면 지도를 저장하고 조직한다. 각각의 면은 이것이 물체의 부분인지 아닌지를 나타내는 '라벨'이나 '표시'를 가지고 있다.

## 같이 보기
- CGAL